# Chaulgnes
Chaulgnes este o comună în departamentul Nièvre din centrul Franței. În 2009 avea o populație de 1.354 de locuitori.

## Evoluția populației
| An        | 1975 | 1982  | 1990  | 1999  | 2006  | 2009  |
| --------- | ---- | ----- | ----- | ----- | ----- | ----- |
| Populație | 837  | 1.188 | 1.286 | 1.262 | 1.318 | 1.354 |